# Сарай (община)
Сарай (макед. Општина Сарай) — община в Северной Македонии. Община является административной единицей-микрорайоном столицы страны — Скопье, расположена на севере Северной Македонии, в Скопском статистически-экономическом регионе, с населением 35 408 жителей.
Площадь территории общины 229,06 км².
Этническая структура населения в общине по переписи населения 2002 года:
- албанцы — 32 408 (91,5%)
- македонцы — 1 377 (3,9%)
- боснийцы — 1 120 (3,2%)
- остальные — 503 (1,4%)